# Les Razmoket à Paris, le film (jeu vidéo)
Les Razmoket à Paris, le film (Rugrats in Paris: The Movie) est un jeu vidéo de plates-formes sorti en 2000 et fonctionne sur Nintendo 64, PlayStation, Windows et Game Boy Color. Le jeu a été développé par Avalanche Software et édité par THQ.
Le jeu est tiré du film Les Razmoket à Paris, le film.

## Accueil
- AllGame : 4/5 (PS)[1]
- Electronic Gaming Monthly : 6,5/10 (N64)[2]
- IGN : 6/10 (PS)[3] - 6/10 (N64)[4] - 3/10 (GBC)[5]
- Nintendo Power : 6,8/10 (N64)[6]